# اود (یمن)
 اود  (در عربی:  أوَد )
نام روستایی است در دهستان المَذبَح از توابع استان لَحِج در کشور یمن در شبه جزیره عربستان.

## جمعیت
جمعیت آن (۹۰) نفر (۱۱ خانوار) می‌باشد.